# Asiatech

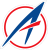
Logo przedsięb-iorstwa

Asiatech – japońskie przedsiębiorstwo, które pod koniec sezonu 2000 nabyło program rozwoju silników Formuły 1 prowadzony przez Peugeota i przez dwa lata było dostawcą jednostek napędowych zaprojektowanych przez francuskiego producenta.

## Formuła 1

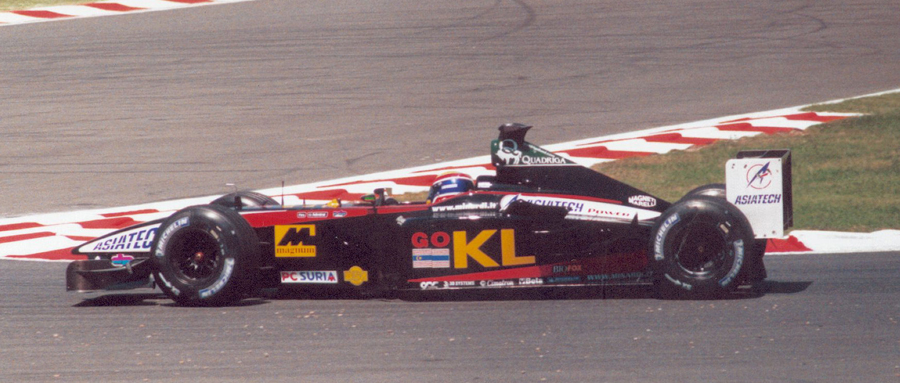
Bolid Minardi-Asiatech prowadzony przez Marka Webbera podczas Grand Prix Francji 2002

W sezonie 2001 Asiatech nieodpłatnie dostarczał silniki V10 brytyjskiemu zespołowi Arrows, jednak nie były one konkurencyjne w stosunku do reszty stawki. Dlatego też w następnym sezonie Arrows zrezygnował z umowy z Asiatech i zdecydował się zapłacić za dostarczanie silników doświadczonej firmie Cosworth.
W kolejnym sezonie na kontrakt z japońską firmą zdecydowało się Minardi, ale ponownie silniki dostarczane przez Asiatech nie prezentowały odpowiednich osiągów.
W trakcie sezonu Asiatech zaczął rozważać możliwość założenia własnego, samodzielnego zespołu Formuły 1. Zakupiono nawet biuro projektów w Didcot, które niegdyś należało do Williamsa. Zespół uzyskał także pomoc od Enrico Scalabroniego, który zaprojektował prototyp bolidu. Początkowo miał być on używany jedynie w celu testowania jednostek napędowych, jednak planowano zgłosić go do udziału w mistrzostwach od sezonu 2004. Plany te jednak nie powiodły się, ze względu na bankructwo firmy, które zostało ogłoszone pod koniec sezonu 2002.
Jeszcze wcześniej, w maju 2002 roku Honda ogłosiła zakończenie współpracy z zespołem Jordan Grand Prix, tak aby móc skoncentrować się na wspieraniu zespołu British American Racing. W związku z tym pojawiły się pogłoski jakoby Asiatech miał od nowego sezonu dostarczać silniki dla teamu Eddiego Jordana.
Ostateczny koniec firmy Asiatech nastąpił w lutym 2003, kiedy to na aukcji w Paryżu sprzedane zostały wszelkie dotychczasowe własności firmy. Wśród nich znalazło się między innymi 18 silników, narzędzia oraz aparatura pomiarowa.

## Wyniki w Formule 1
| Legenda oznaczeń w tabelach wyników Wyświetl szablon na nowej stronie | Legenda oznaczeń w tabelach wyników Wyświetl szablon na nowej stronie                                                                     |
| Oznaczenie                                                            | Wyjaśnienie |
| --------------------------------------------------------------------- | --- |
| Złoty                                                                 | Zwycięzca lub mistrzostwo |
| Srebrny                                                               | 2. miejsce lub wicemistrzostwo |
| Brązowy                                                               | 3. miejsce lub II wicemistrzostwo |
| Zielony                                                               | Ukończył, punktował (w klasyfikacji generalnej, gdy zdobył co najmniej jeden punkt na przestrzeni sezonu, poza trzema powyższymi opcjami) |
| Niebieski                                                             | Ukończył, nie punktował (w klasyfikacji generalnej, gdy nie zdobył co najmniej jednego punktu na przestrzeni sezonu)                      |
| Czerwony                                                              | Nie zakwalifikował się (NZ) |
| Czerwony                                                              | Nie prekwalifikował się (NPK) |
| Różowy                                                                | Nie ukończył (NU) |
| Różowy                                                                | Niesklasyfikowany (NS) (w klasyfikacji generalnej, gdy nie został sklasyfikowany w żadnym wyścigu sezonu)                                 |
| Czarny                                                                | Zdyskwalifikowany (DK) |
| Czarny                                                                | Wykluczony (WYK/EX) |
| Biały                                                                 | Nie wystartował (NW) |
| Biały                                                                 | Kontuzjowany (K/INJ) |
| Biały                                                                 | Wyścig odwołany (OD/C) |
| Bez koloru                                                            | Został wycofany (WYC/WD) |
| Bez koloru                                                            | Nie przybył (NP/DNA) |
| Bez koloru                                                            | Nie brał udziału w treningach (NT/DNP) |
| Bez koloru                                                            | Nie został zgłoszony (–) |
| Pogrubienie                                                           | Start z pole position |
| Kursywa                                                               | Najszybsze okrążenie wyścigu |
| †                                                                     | Nie ukończył, ale jego rezultat został zaliczony ze względu na przejechanie więcej niż 90% dystansu wyścigu.                              |
| *                                                                     | Sezon w trakcie |
| 1/2/3                                                                 | Punktowana pozycja w sprincie kwalifikacyjnym                                                                                             |
| Lista systemów punktacji Formuły 1                                    | |

| Sezon | Konstruktor      | Kierowcy         | Wyniki w poszczególnych eliminacjach | Wyniki w poszczególnych eliminacjach | Wyniki w poszczególnych eliminacjach | Wyniki w poszczególnych eliminacjach | Wyniki w poszczególnych eliminacjach | Wyniki w poszczególnych eliminacjach | Wyniki w poszczególnych eliminacjach | Wyniki w poszczególnych eliminacjach | Wyniki w poszczególnych eliminacjach | Wyniki w poszczególnych eliminacjach | Wyniki w poszczególnych eliminacjach | Wyniki w poszczególnych eliminacjach | Wyniki w poszczególnych eliminacjach | Wyniki w poszczególnych eliminacjach | Wyniki w poszczególnych eliminacjach | Wyniki w poszczególnych eliminacjach | Wyniki w poszczególnych eliminacjach |
| 2001  |                  |                  | AUS                                  | MYS                                  | BRA                                  | SMR                                  | ESP                                  | AUT                                  | MCO                                  | CAN                                  | EUR                                  | FRA                                  | GBR                                  | DEU                                  | HUN                                  | BEL                                  | ITA                                  | USA                                  | JPN                                  |
| ----- | ---------------- | ---------------- | ------------------------------------ | ------------------------------------ | ------------------------------------ | ------------------------------------ | ------------------------------------ | ------------------------------------ | ------------------------------------ | ------------------------------------ | ------------------------------------ | ------------------------------------ | ------------------------------------ | ------------------------------------ | ------------------------------------ | ------------------------------------ | ------------------------------------ | ------------------------------------ | ------------------------------------ |
| 2001  | Arrows-Asiatech  | Jos Verstappen   | 11                                   | 7                                    | NU                                   | NU                                   | 12                                   | 6                                    | 8                                    | 10                                   | NU                                   | 13                                   | 10                                   | 9                                    | 12                                   | 10                                   | NU                                   | NU                                   | 14                                   |
| 2001  | Arrows-Asiatech  | Enrique Bernoldi | NU                                   | NU                                   | NU                                   | 10                                   | NU                                   | NU                                   | 9                                    | NU                                   | NU                                   | NU                                   | 14                                   | 8                                    | NU                                   | 12                                   | NU                                   | 13                                   | 15                                   |
| 2002  |                  |                  | AUS                                  | MYS                                  | BRA                                  | SMR                                  | ESP                                  | AUT                                  | MCO                                  | CAN                                  | EUR                                  | GBR                                  | FRA                                  | DEU                                  | HUN                                  | BEL                                  | ITA                                  | USA                                  | JPN                                  |
| 2002  | Minardi-Asiatech | Alex Yoong       | 7                                    | NU                                   | 13                                   | NZ                                   | NW                                   | NU                                   | NU                                   | 14                                   | NU                                   | NZ                                   | 10                                   | NZ                                   |                                      |                                      | 13                                   | NU                                   | NU                                   |
| 2002  | Minardi-Asiatech | Anthony Davidson |                                      |                                      |                                      |                                      |                                      |                                      |                                      |                                      |                                      |                                      |                                      |                                      | NU                                   | NU                                   |                                      |                                      |                                      |
| 2002  | Minardi-Asiatech | Mark Webber      | 5                                    | NU                                   | 11                                   | 11                                   | NW                                   | 12                                   | 11                                   | 11                                   | 15                                   | NU                                   | 8                                    | NU                                   | 16                                   | NU                                   | NU                                   | NU                                   | 10                                   |